# Колорадо аваланчи
Колорадо аваланчи (енгл. Colorado Avalanche) су амерички хокејашки клуб из Денвера. Клуб утакмице као домаћин игра у Бол Арени капацитета 18.007 места.
Клуб се такмичи у Централној дивизији Западне конференције. Боје клуба су бордо, плава, црна, сива и бела.

## Историја
Аваланчи су основани 1972. као Квебек нордикси. Од 1972. до 1979. наступали су у нижем рангу, а 1979. пласирали су се у Националну хокејашку лигу (НХЛ). Од 1995. се из Квебека селе у Денвер и добијају садашње име.
Колорадо аваланчи су до сада освојили три Стенли купа.
Први Стенли куп освојен је 1996. када су у финалној серији победили Флорида пантерсе са 4:0. Друга титула је освојена 2001. победом над Њу Џерзи девилсима од 4:3. Трећа титула је освојена 2022. победом над Тампа Беј лајтнингсима од 4:2. Тренутно су једини активни НХЛ клуб који никад није изгубио финале Стенли купа.
Три пута су били први у Западној конференцији, а 12 пута су заузели прво место у својој дивизији.
Три пута (1997, 2001. и 2022.) су освојили Председнички трофеј као најбољи клуб у регуларном делу шампионата.

## Трофеји
- Национална хокејашка лига (НХЛ):
  - Првак (3) : 1995/96, 2000/01, 2021/22.

- Западна конференција:
  - Првак (3) : 1995/96, 2000/01, 2021/22

- Централна дивизија:
  - Првак (12) : 1995/96, 1996/97, 1997/98, 1998/99, 1999/00, 2000/01, 2001/02, 2002/03, 2013/14, 2020/21, 2021/22, 2022/23

- Председнички трофеј:
  - Првак (3) : 1996/97, 2000/01, 2021/22